# Ital
Ital albo I-tal – jedzenie akceptowane przez rastafarian. Jest to określenie dwuznaczne. Według pierwszej z definicji taki sposób odżywiania opiera się na zmniejszeniu cierpienia zwierząt, roślin i planety, co związane jest z duchową i biologiczną jednością wszystkich form życia. Według drugiej definicji jest to ścisły zbiór zasad żywieniowych, opartych na unikaniu: mięsa i innych produktów odzwierzęcych (weganizm; mimo to wielu rasta spożywa ryby), sztucznych dodatków do żywności, przetworzonego i puszkowanego jedzenia, a także soli (choć wielu rasta używa niewielkich ilości soli kamiennej do gotowania, unikając jedynie soli jodowanej). Według rasta najlepiej, aby jedzenie spożywano surowo (witarianizm), choć nie jest to obowiązkiem. Rasta są także abstynentami.

## Ital shop
Nieobowiązkowym elementem tego sposobu odżywiania są sklepy Ital shops, sprzedające odpowiednią dla rasta żywność oraz organizujące festiwale. Rasta z Wielkiej Brytanii i Jamajki w ankietach przyznali, że Ital shops odgrywają dla nich ważną rolę.

## Etymologia
Słowo wywodzi się z angielskiego słowa vital, którego początkowa sylaba zastąpiona jest przez I, co ma oznaczać poczucie jedności mówiącego z całą naturą i jest często stosowane w rastafariańskiej angielszczyźnie.